# Хуго фон Лайзниг
Хуго фон Лайзниг (на немски: Hugo, Burggraf von Leisnig; * 21 юни 1465; † 21 март 1538) е последният бургграф (1474) на замък Лайзниг в Саксония, господар на Пениг и Непомисл (1520), хауптман в Даме (1500).

## Живот
Той е син на бургграф и граф Георг II фон Лайзниг (1436 – 1474/1476) и съпругата му Йохана фон Колдиц († 1513, като монахиня в Хемниц), наследничка на Билин в Бохемия, дъщеря на Ханс (Ханус) фон Колдиц-Билин-Граупен (1393 – 1461/1462) и Агнес фон Ландщайн († сл. 1473). Внук е на бургграф Ото II фон Лайзниг († ок. 1454), господар на Пениг-Роксбург, и графиня Маргарета фон Шварцбург-Ваксенбург († 1485/1490). Брат е на Евстах фон Лайзниг († сл. 1524) и Александер фон Лайзниг-Дупау († 13 януари 1528), женен за бургграфиня Доротея фон Майсен († сл. 1529).
През 1365 г. родът трябва да продаде господствата Лайзниг и Мутцшен на Ветините и те ги дават на Маркграфство Майсен. Бургграфовете фон Лайзниг през 1364 г. се оттеглят в собственостите си в Пениг и Роксбург.
Хуго живее в Пениг и е принуден многократно да постъпва на служба на велики принцове като офицер. Въпреки че Хуго не се е ангажирал изрично с лутеранската реформация, той е толерантен към новата доктрина.
Със смъртта му родът на бургграфовете на Лайзниг измира през 1538 г. Земите му са превзети от къщата на Ветин.
- Замък Лайзниг 
(Милденщайн над Мулде)
- Пениг ок. 1650

## Фамилия
Първи брак: годеж на 27 юли 1494 и брак на 19 септември 1494 г. с Доротея Шенк фон Ландсберг († 2 септември 1532), дъщеря на Ото Шенк фон Ландсберг († 1495/1499) и Амабилия фон Биберщайн-Зорау (1452 – 1507). Те имат четири деца:
- Бригита фон Лайзниг (* 13 октомври 1495), омъжена за Албин Шлик цу Басано и Вайскирхен
- Георг III фон Лайзниг (* 6 ноември 1496; † 13 март 1531), женен за Агнес фон Мансфелд-Фордерорт (* 18 декември 1504; † 1570); няма деца
- Анна фон Лайзниг (* 28 март 1499), омъжена за Вилхелм фон Лобковиц
- Амалия фон Лайзниг (* 22 юли 1508; † 23 февруари 1560, погребана в „Св. Андреас“, Айзлебен), наследничка на Пениг, омъжена I. 1526 г. за Ернст II фон Шьонбург-Валденбург (* 1486; † 12 септември 1534), фрайхер на Шьонбург-Валденбург-Лихтенщайн, II. на 26 февруари 1536 г. за граф Филип II фон Мансфелд-Фордерорт-Борнщет (* 28 октомври 1502; † 9 юли 1546)

Втори брак: ок. 1535 г. с Амалия Швиховски фон Ризенберг. Бракът е бездетен.